# Cléder
Cléder é uma comuna francesa na região administrativa da Bretanha, no departamento Finisterra. Estende-se por uma área de 37,26 km². Em 2010 a comuna tinha 3 848 habitantes (densidade: 103,3 hab./km²).